# شمالگون
| ردیف                      | مراحل اقلیمی          | طبقه‌بندی گَرده‌ای   | بازه زمانی              |
| ------------------------- | --------------------- | ----------------- | ----------------------- |
| هولوسن                    | زیراطلسی Subatlantic  | X ده              | ۴۵۰ پیش از میلاد تاکنون |
| هولوسن                    | زیراطلسی Subatlantic  | IX نه             | ۴۵۰ پیش از میلاد تاکنون |
| هولوسن                    | زیرشمالگون Subboreal  | VIII هشت          | ۳٫۷۱۰–۴۵۰ پ.م.          |
| هولوسن                    | اطلسی Atlantic        | VII هفت           | ۷٫۲۷۰–۳٫۷۱۰ پ.م.        |
| هولوسن                    | اطلسی Atlantic        | VI شش             | ۷٫۲۷۰–۳٫۷۱۰ پ.م.        |
| هولوسن                    | شمالگون Boreal        | V پنج             | ۸٫۶۹۰–۷٫۲۷۰ پ.م.        |
| هولوسن                    | پیشاشمالگون Preboreal | IV چهار           | ۹٫۶۱۰–۸٫۶۹۰ پ.م.        |
| پلیستوسن                  |                       |                   |                         |
| داغ‌گلی نورس Younger Dryas | III سه                | ۱۰٫۷۳۰–۹٫۷۰۰ پ.م. |                         |

شمالگون (انگلیسی: Boreal) در دیرینه‌اقلیم‌شناسی هولوسن نخستین فاز اقلیمی اروپای شمالی بود که بر پایه مطالعه گیلاب‌های دانمارکی است و توسط آکسل بلیت و روتگر سرناندر که نخستین‌بار این توالی اقلیمی را بررسی کردند، نام‌گذاری شد. در رسوبات گیلابی با منطقه گرده تشخیص داده می‌شود. این گاه‌بازه پس از یانگر درایاس و پیشاشمالگون و پیش از اطلسی که دوره‌ای گرم‌تر و مرطوب‌تر از اقلیم کنونی بوده، جای می‌گیرد.

## نگارخانه

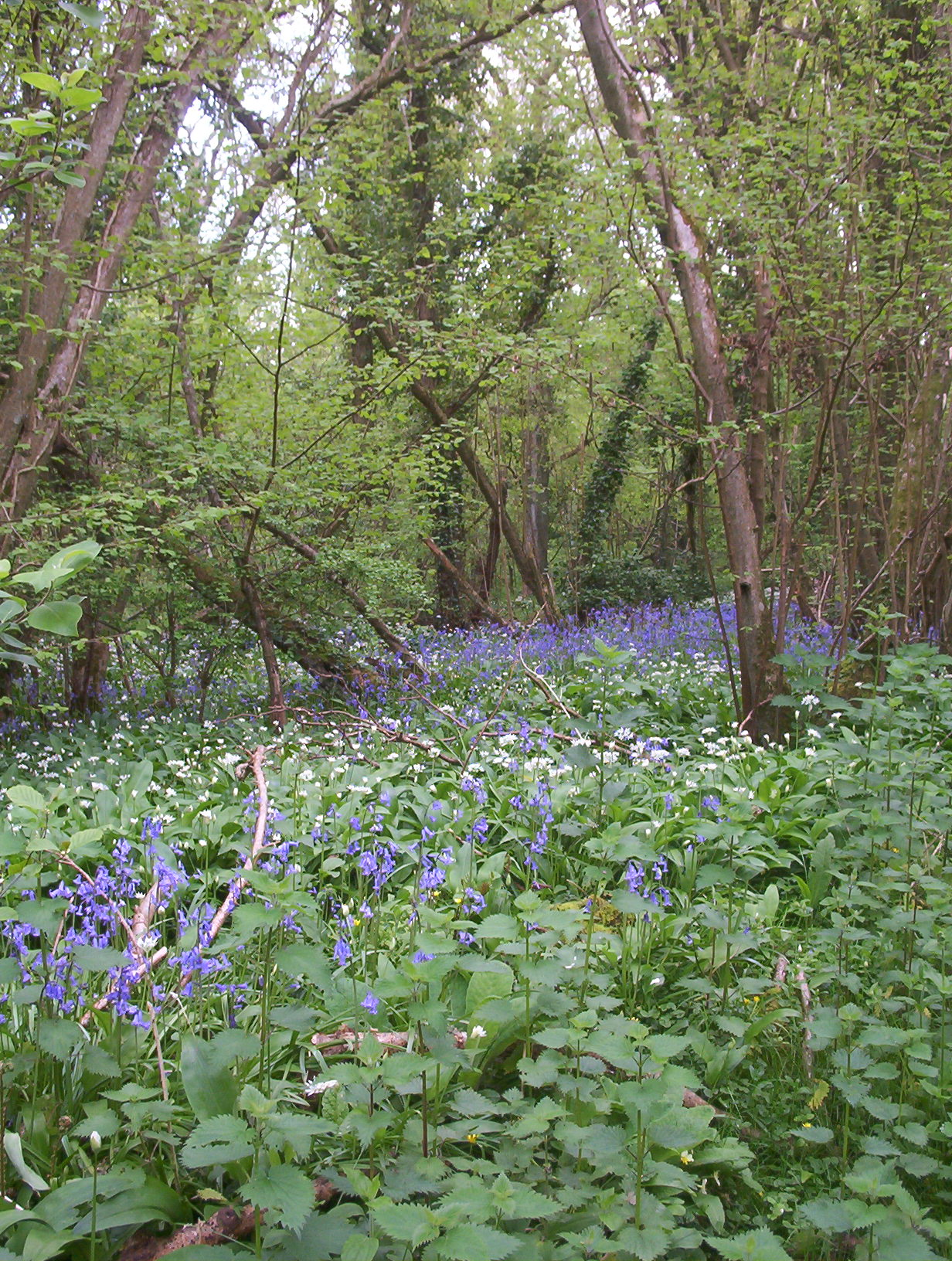
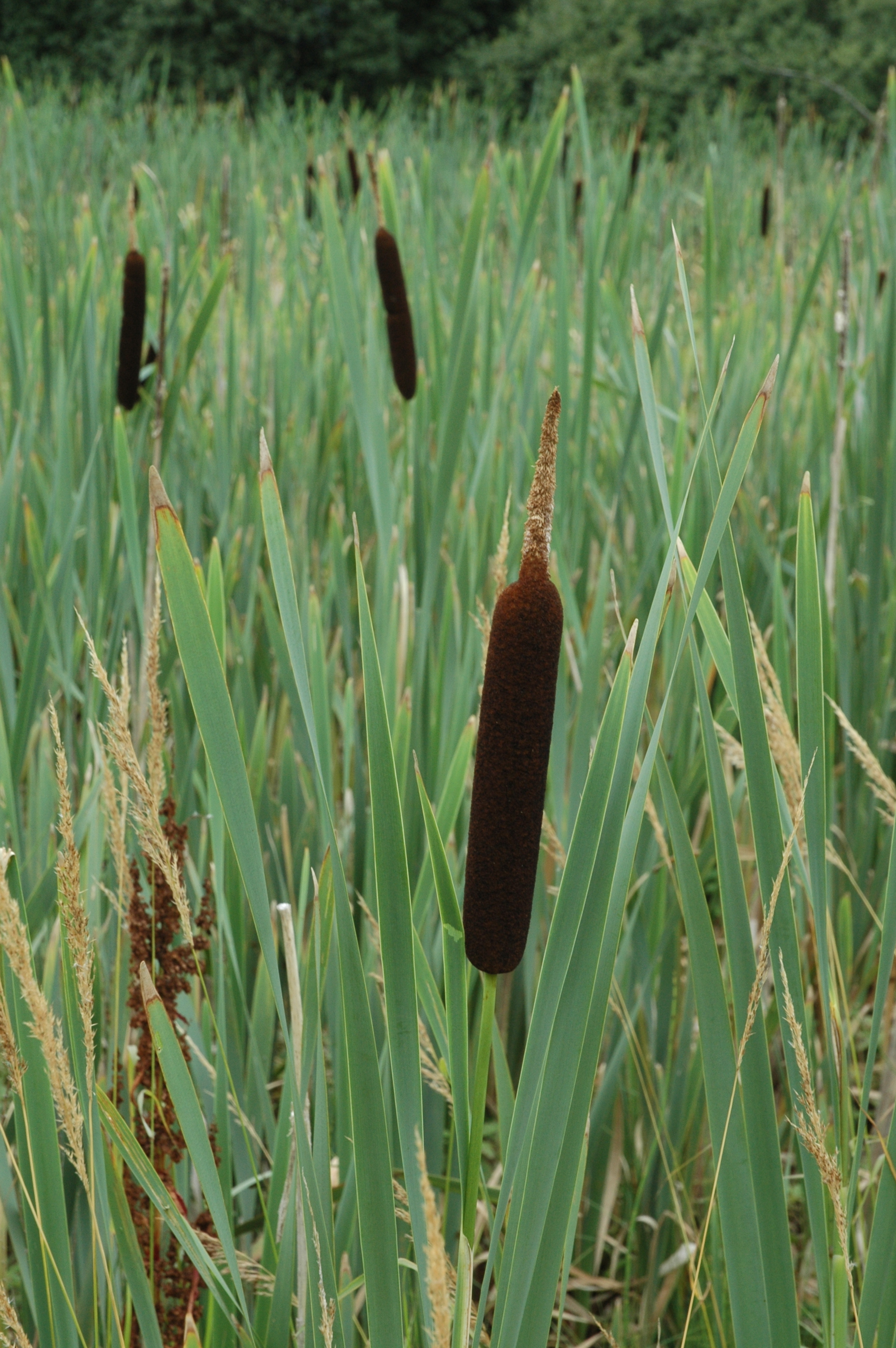
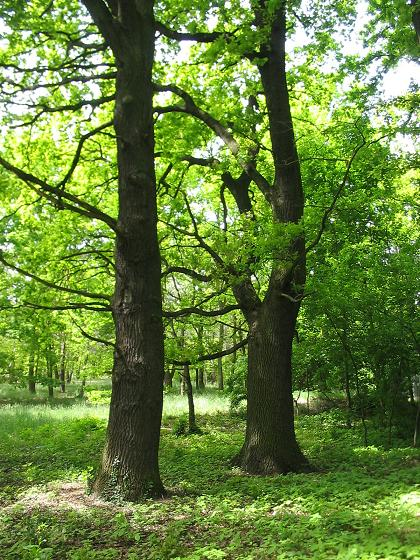
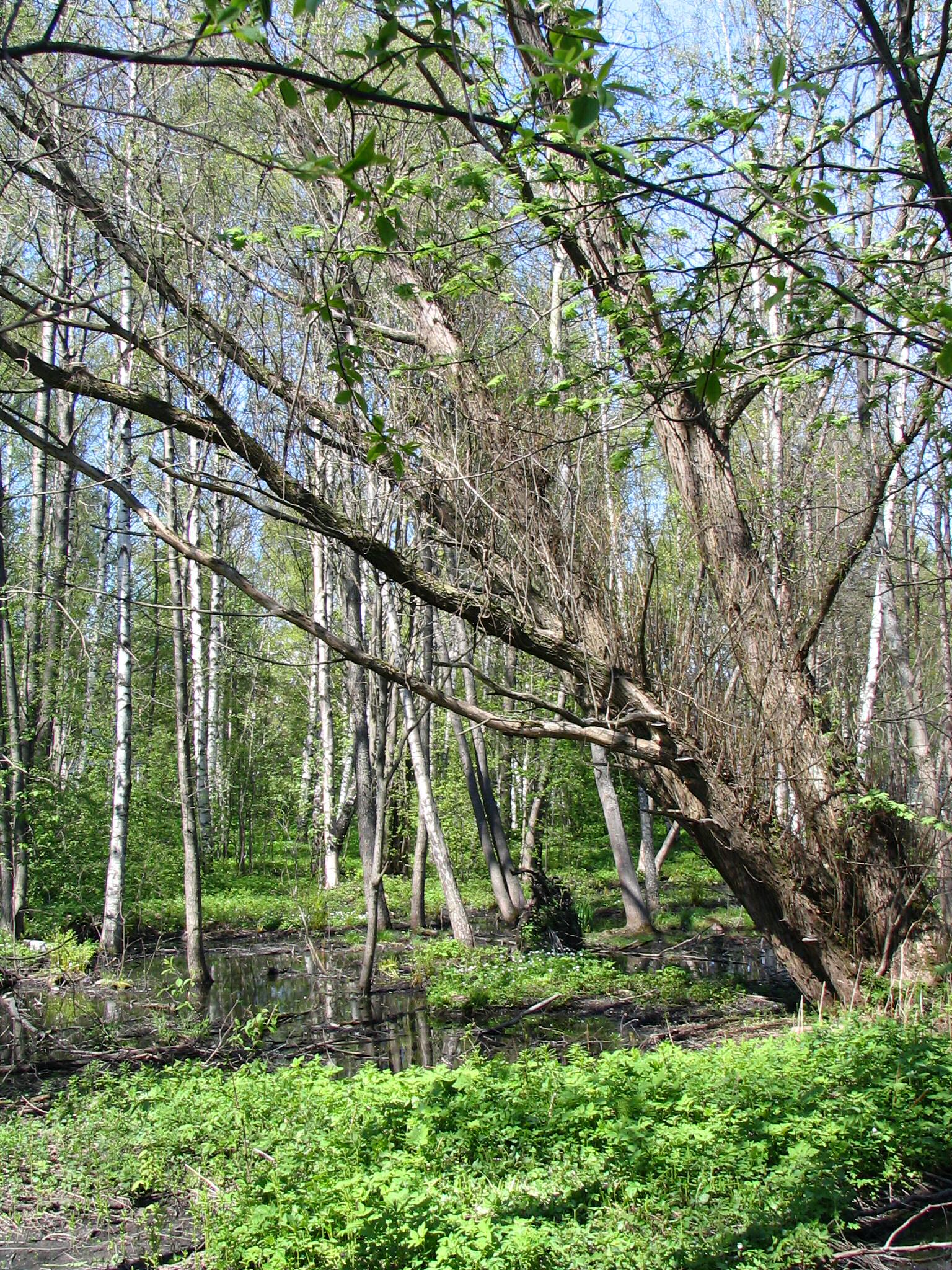